# سينثيا لورد
سينثيا لورد (بالإنجليزية: Cynthia Lord)‏ (1950، نيوهامبشير في الولايات المتحدة)؛ كاتِبة مُتخصِّصة في أدب الأطفال وروائية أمريكية.

## روابط خارجية
- سينثيا لورد على موقع ميوزك برينز (الإنجليزية)